# Macklemore et Ryan Lewis
Macklemore et Ryan Lewis est un groupe de hip-hop américain, originaire de Seattle. Le duo est composé de Macklemore, un rappeur, et de Ryan Lewis, un producteur, DJ et photographe. Les artistes sont à l'origine de l'EP intitulé VS. EP. (2009), lui-même suivi de VS. Redux (2010) et des albums The Heist (2012) et This Unruly Mess I've Made (2016).
Le single de Macklemore et Lewis, Thrift Shop, atteint le Billboard Hot 100 en 2013. Le single sera considéré comme le premier depuis 1994 à atteindre le Hot 100 sans le soutien d'un label par le magazine Billboard,. Leur deuxième single, Can't Hold Us, atteint aussi le Hot 100, faisant de Macklemore et Lewis le premier duo dans l'histoire du classement à l'atteindre deux fois de suite. Macklemore et Lewis publient leur premier album studio, The Heist, le 9 octobre 2012, qui atteint la deuxième place du Billboard 200. Le duo remporte quatre Grammy Awards. Leur deuxième album, This Unruly Mess I've Made, est publié le 26 février 2016.

## Biographie

### Débuts etThe VS.(2006–2010)
Macklemore et Ryan Lewis se rencontrent en 2006. Lewis passe quelques années à faire de la publicité pour Macklemore comme photographe et, après, ils vont vite devenir amis. Lewis would go on to produce for Macklemore, the two eventually working full-time as a title-credited duo. En 2008, ils solidifient leur collaboration et jouent ensemble au Bumbershoot, au Sasquatch Music Festival au Gorge Amphitheatre et au Outside Lands Music Festival de San Francisco,. En 2009 sort leur premier extended play, The VS. EP. Il atteint la septième place de l'iTunes Hip Hop chart. Ils publient aussi Irish Celebration en décembre 2009 avant la sortie de The VS. EP. En mars 2010, le duo publie en téléchargement gratuit, Stay at Home Dad, une chanson non incluse sur VS..

### The Heist(2011–2014)
En 2011, ils publient une chanson hommage intitulée My Oh My, comme premier single, dédié à l'animateur Dave Niehaus, dont le décès est médiatisé à Seattle,,,. Le 8 avril 2011, ils jouent la chanson pour le 2011 Mariners Opening Day devant 48 000 spectateurs,, Wings est publié le 21 janvier 2011, et atteint la 12e place du Billboard Bubbling Under Hot 100 Singles, et est suivi par Can't Hold Us avec Ray Dalton le 16 août 2011. Can't Hold Us finit par se classer premier du Billboard Hot 100 le 18 mai 2013, pendant cinq semaines. En février 2011, ils jouent au Showbox at the Market.
Same Love est publié le 18 juillet 2012, et atteint la 11e place du Billboard Hot 100. Les chansons White Walls avec ScHoolboy Q et Jimmy Iovine avec Ab-Soul sont confirmées sur l'album. Thrift Shop est publié le 27 août 2012 et atteint la première place dans 24 pays, dont le Billboard Hot 100. The Heist débute deuxième du Billboard 200 pendant la semaine du 27 octobre 2012. Le 30 octobre 2012, Macklemore et Lewis participent au The Ellen DeGeneres Show avec leur single Same Love, et une nouvelle fois le 18 janvier 2013, jouant leur single Thrift Shop. Le 8 octobre 2013 sort leur cinquième et dernier single de The Heist, White Walls. Le 26 janvier 2014, ils jouent Same Love à la 56e édition des Grammy Awards.
En 2013, Jennie Pegouskie a été l’une des danseuses principales de la tournée.

### Dernier album et pause (2015–2017)
En janvier 2015, Macklemore annonce sur Twitter un deuxième album du duo pour la seconde moitié de l'année. Le 5 août 2015, Macklemore publie gratuitement Growing Up (Sloane's Song), avec Ed Sheeran. Le 27 août 2015, ils publient Downtown, premier single of their à venir de leur deuxième album studio, que le duo joue aux MTV Video Music Awards le 30 août 2015. Il atteint la 12e place du Billboard Hot 100.
Le 22 janvier 2016, ils sortent White Privilege II deuxième single de l'album, nommé This Unruly Mess I've Made. Spoons est le troisième single, publié le 14 février 2016.
Le 15 juin 2017, Macklemore annonce que le groupe est en pause,.

## Discographie
- 2012 : The Heist
- 2016 : This Unruly Mess I've Made

## Tournées
- The Heist Tour (2012–2013)[29]
- The Fall Tour (2013–2014)[30]
- This Unruly Mess I've Made Tour (2016)